# جبل الصوفى (القفر)

تعديل مصدري - تعديل

جبل الصوفى محلة تابعة لقرية المضابي، التابعة لعزلة بني ساوي بمديرية القفر إحدى مديريات محافظة إب في الجمهورية اليمنية، بلغ تعداد سكانها 21 حسب تعداد اليمن لعام 2004.